# Сілезьке воєводство (1920—1939)

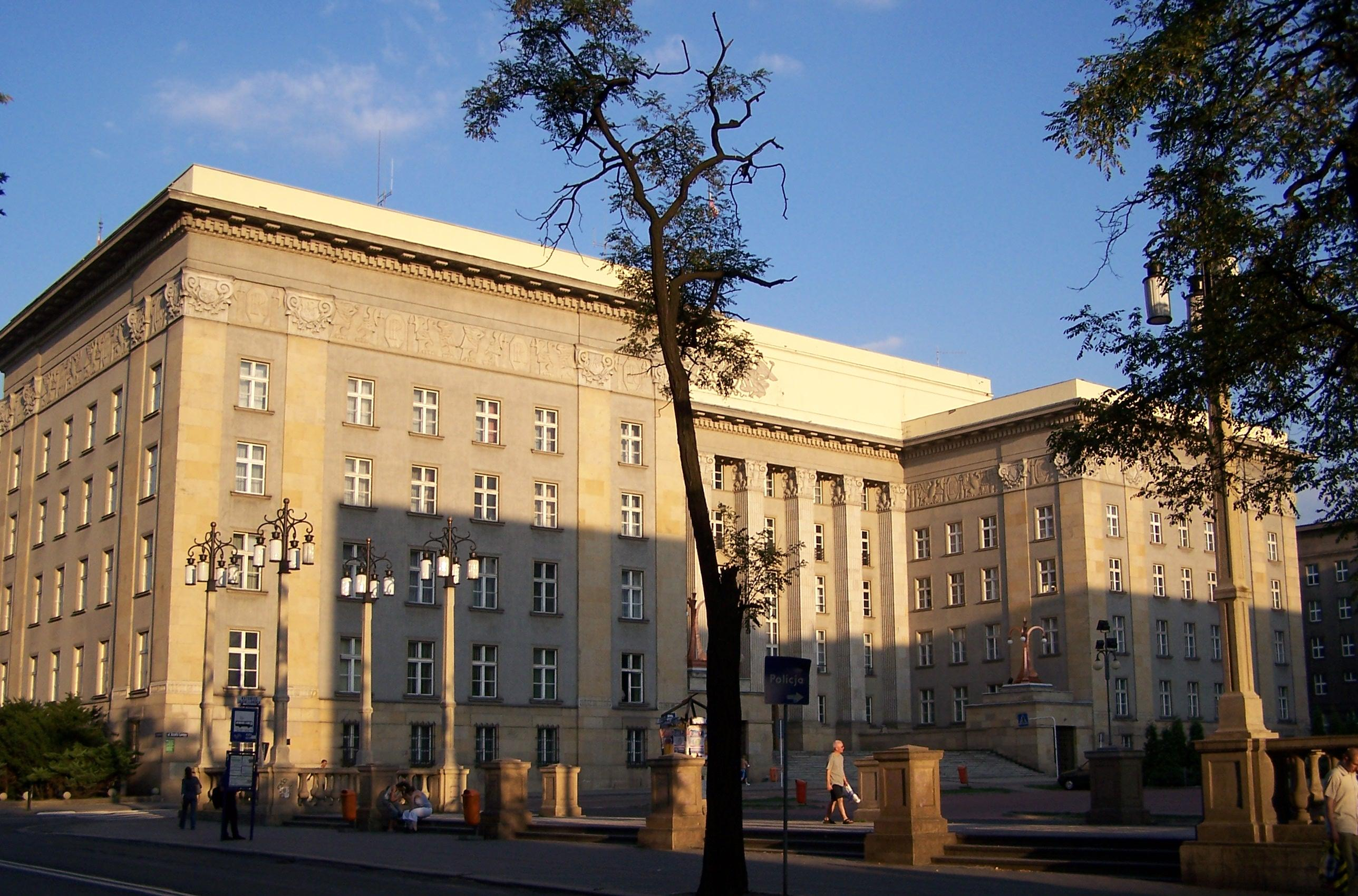
Катовиці Сілезький парламент, вигляд сьогодні

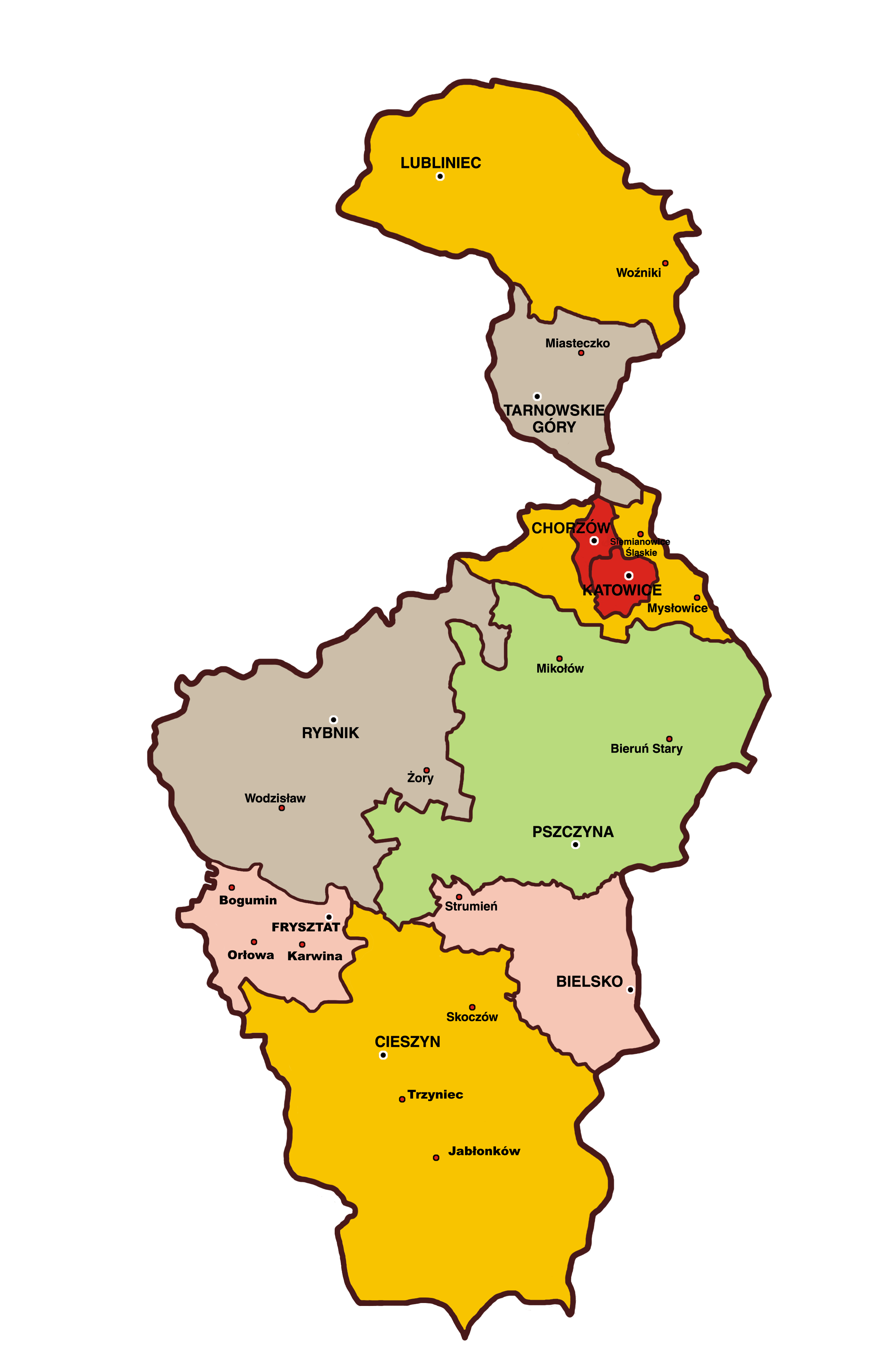
Адміністративний поділ

Сілезьке Воєводство (пол. Województwo Śląskie, нім. Woiwodschaft Schlesien) було автономним утворенням Польщі, створеним у результаті народного плебісциту в 1921, Женевських конвенцій, трьох Сілезьких повстань і розділення Верхньої Сілезії між Польською республікою, Німецькою державою і Чехословацькою республікою. Статус воєводства обумовлений 15 липня 1920 актом Сейм. Акт насильницького скасування відбувся 6 травня 1945 правлячими комуністами.

## Основні положення
Автономне Сілезьке Воєводство було найбагатшою і вельми розвинутою серед усіх провінцій міжвоєнної Польщі. Причина його заможності — багаті поклади вугілля, що приводило до будівництва численних вугільних шахт і металургійних заводів. Воєводство було важливим у справі польського виробництва озброєння. Проте розташування воєводства прямо на кордоні з Німеччиною робило його уразливим. Так, у середині-1930-х Польський уряд вирішував перемістити деякі сектори важкої промисловості у центр держави, створюючи Центральний Індустріальний Регіон (Польща). Маючи надзвичайно ефективне сільське господарство, Автономне Сілезьке Воєводство також було головним виробником продовольства, попри його малі розміри.
За переписом 1931, 92,3 % населення назвали польську своєю рідною мовою, що робить її найуживанішою «мовою» всього воєводства, водночас у Сілезькому воєводстві був найбільший відсоток поляків та польськомовних людей з усієї країни, німців — 7 % і євреїв — лише 0,5 %, що було найнижчим відсотком в усій країні. Поляки жили переважно в селах (95,6 % сільського населення), тоді як німці віддали перевагу містам (12,9 % населення міст Автономного Сілезького Воєводства було німецьким. Поляки, навпаки, становили близько 85 % міського населення воєводства, а решта 2 % складали інші меншини, переважно євреї.).
Щільність населення (299 осіб/1 км²) була найвищою в країні (для порівняння: у Поліському воєводстві щільність становила лише 31 особу/1 км²). 1 січня 1937 засадженність лісом становила 27,9 % області (з національною середньою величиною 22,2 %). Щільність залізниці була найвищою в країні (18,5 км/100 км², для порівняння: у Поліському воєводстві було лише 3,1 км/100 км²) У 1931 неписьменність становила лише 1,5 % населення (з національною середньою величиною 23,1 %, у Поліському воєводстві — 48,4 %)

## Історія
- Перше сілезьке повстання: 16 серпня — 26 серпня 1919
- Друге сілезьке повстання: 19 серпня — 25 серпня 1920
- Третє сілезьке повстання: 2 травня — 5 липня 1921
- Верхньосілезький плебісцит

## Політика
Регіон мав широку автономію, у тому числі наявність власного Сілезького парламенту і власної скарбниці (пол. Skarb Śląski).